# Antonio Silvano Andriani
Antonio Silvano Andriani (Giovinazzo, 31 agosto 1933 – Roma, 1º dicembre 2014) è stato un politico ed economista italiano.

## Biografia
Dopo la laurea in Giurisprudenza conseguita presso l'Università di Napoli, ed un Master in Economia Aziendale nella Facoltà di Economia della stessa Università, Andriani diventa segretario della Federazione Giovanile Socialista Italiana di Napoli, carica che ricopre dal 1957 al 1959. Successivamente, lavora presso l'Ufficio Studi della CGIL. Aderì poi al Partito Socialista Italiano di Unità Proletaria, per confluire, dopo le elezioni politiche del 1972, insieme alla maggioranza del Partito, nel Partito Comunista Italiano. Nel PCI, mise a frutto le sue competenze economiche. Dal 1978 al 1989 fu infatti Direttore e successivamente Presidente del prestigioso Centro studi di politica economica (Cespe). L'ufficio di presidenza del Cespe includeva Giorgio Amendola, Giorgio Napolitano ed  Eugenio Peggio. e formò numerosi studiosi nel campo della politica economica e sociale, tra i quali Laura Pennacchi.
In questa capacità, Andriani svolse un ruolo importante nel permettere al PCI di agire come "governo ombra" e di collegarsi con le proposte politiche della sinistra europea. Nel 2002 fino alla su scomparsa, Andriani fu chiamato a presiedere il Centro Studi di Politica Internazionale (Cespi), succedendo a Giorgio Napolitano e Giuseppe Boffa.
Eletto Senatore nelle liste del PCI alle elezioni politiche nella IX legislatura nel giugno del 1983, e confermato nella X legislatura nel 14 giugno 1987 nel collegio di Pistoia, si impegnò soprattutto sui temi economici, con particolare riferimento al bilancio pubblico e alla riconversione industriale.
Membro del Consiglio di Amministrazione del Monte dei Paschi di Siena, dal 1993 al 2002, notava orgoglioso che "fino a quando ci sono stato io, lì non ci sono stati scandali". Fu una voce attiva del dibattito di politica economica italiana, con frequenti editoriali su l'Unità e altre testate.

## Opere
- Silvano Andriani, L'ascesa della finanza, Donzelli, Roma, 2006.
- Silvano Andriani,  Una crisi lunga trent'anni: vecchi problemi e nuovi modelli di sviluppo, Italianieuropei, 12 febbraio 2013.